# Liste der Kulturgüter in Amriswil
Die Liste der Kulturgüter in Amriswil enthält alle Objekte in der Gemeinde Amriswil im Kanton Thurgau, die gemäss der Haager Konvention zum Schutz von Kulturgut bei bewaffneten Konflikten, dem Bundesgesetz vom 20. Juni 2014 über den Schutz der Kulturgüter bei bewaffneten Konflikten sowie der Verordnung vom 29. Oktober 2014 über den Schutz der Kulturgüter bei bewaffneten Konflikten unter Schutz stehen.
Objekte der Kategorien A und B sind vollständig in der Liste enthalten, Objekte der Kategorie C fehlen zurzeit (Stand: 1. Januar 2023).

## Kulturgüter
| Foto |                                                                                                  | Objekt                                                               | Kat. | Typ | Standort                                    | Beschreibung                          |
| ---- | ------------------------------------------------------------------------------------------------ | -------------------------------------------------------------------- | ---- | --- | ------------------------------------------- | ------------------------------------- |
| ja   | Datei hochladen · Wikidata zu Schloss Hagenwil (Q5638609)                                        | Schloss Hagenwil KGS-Nr.: 04910                                      | A    | G   | Hagenwil 1 740554 / 265937                  |                                       |
| BW   | Datei hochladen · Wikidata zu Kutschensammlung (Q27479459)                                       | Kutschensammlung Sallmann KGS-Nr.: 08540                             | A    | S   | St. Gallerstrasse 12 739944 / 267454        |                                       |
| ja   | Datei hochladen · Wikidata zu Bohlenständerhaus Schrofen (Q29525719)                             | Bohlenständerhaus Schrofen KGS-Nr.: 10150                            | A    | G   | Kreuzlingerstrasse 66 738106 / 268273       |                                       |
| ja   | Datei hochladen · Wikidata zu Katholische Kirche St. Johannes Baptist (Q29882404)                | Katholische Kirche St. Johannes Baptist KGS-Nr.: 04911               | B    | G   | Hagenwil, Schloss-Strasse 5 740688 / 265916 |                                       |
| ja   | Datei hochladen · Wikidata zu Gasthof National (Q29882399)                                       | Gasthof National KGS-Nr.: 04913                                      | B    | G   | Niederaach 7 738711 / 269171                |                                       |
| BW   | Datei hochladen · Wikidata zu Wohnhaus (Q133887591)                                              | Wohnhaus KGS-Nr.: 04915                                              | B    | G   | Alpenstrasse 7 740548 / 268306              |                                       |
| BW   | Datei hochladen · Wikidata zu Biessenhofen / Burgstock, mittelalterliche Burgstelle (Q133887621) | Biessenhofen / Burgstock, mittelalterliche Burgstelle KGS-Nr.: 06615 | B    | F   | 736760 / 266880                             |                                       |
| ja   | Datei hochladen · Wikidata zu Villa (Q29882414)                                                  | Villa KGS-Nr.: 10906                                                 | B    | G   | Bahnhofstrasse 20 740277 / 268002           |                                       |
| ja   | Datei hochladen · Wikidata zu Reformiertes Pfarrhaus (Q29882411)                                 | Reformiertes Pfarrhaus KGS-Nr.: 10907                                | B    | G   | Bahnhofstrasse 3 740102 / 267816            |                                       |
| ja   | Datei hochladen · Wikidata zu Ehemaliges Schulhaus Mühlebach (Q15128018)                         | Ehemaliges Schulhaus Mühlebach KGS-Nr.: 10908                        | B    | G   | Weinfelderstrasse 127 738152 / 267578       | Beherbergt das Schulmuseum Mühlebach. |
| ja   | Datei hochladen · Wikidata zu Gemeindehaus / Feuerwehrgebäude (Q29882401)                        | Gemeindehaus / Feuerwehrgebäude KGS-Nr.: 13596                       | B    | G   | Arbonerstrasse 2 740083 / 267642            |                                       |
| ja   | Datei hochladen · Wikidata zu Reformiertes Kirchgemeindehaus (Q29882409)                         | Reformiertes Kirchgemeindehaus KGS-Nr.: 13598                        | B    | G   | Romanshornerstrasse 6 740201 / 267784       |                                       |
| ja   | Datei hochladen · Wikidata zu Wohnhaus (Q29882419)                                               | Wohnhaus KGS-Nr.: 13599                                              | B    | G   | Romanshornerstrasse 12 740299 / 267856      |                                       |
| ja   | Datei hochladen · Wikidata zu Wohnhaus (Q29882420)                                               | Wohnhaus KGS-Nr.: 13600                                              | B    | G   | Romanshornerstrasse 34 740603 / 268054      |                                       |
| ja   | Datei hochladen · Wikidata zu Villa Ackermann (Q29882418)                                        | Villa Ackermann KGS-Nr.: 13601                                       | B    | G   | Säntisstrasse 5 740481 / 268204             |                                       |
| ja   | Datei hochladen · Wikidata zu Gasthof Bären (Q29882396)                                          | Gasthof Bären KGS-Nr.: 13602                                         | B    | G   | Marktplatz 5 740015 / 267748                |                                       |
| ja   | Datei hochladen · Wikidata zu Evangelische Kirche Amriswil-Sommeri (Q29882408)                   | Evangelische Kirche Amriswil-Sommeri KGS-Nr.: 13604                  | B    | G   | Friedhofweg 1 739937 / 267662               |                                       |
| ja   | Datei hochladen · Wikidata zu Bauernhaus (Q29882391)                                             | Bauernhaus KGS-Nr.: 13605                                            | B    | G   | Kronbergstrasse 1 739644 / 268742           |                                       |
| ja   | Datei hochladen · Wikidata zu Katholische Kirche St. Stefan (Q29882406)                          | Katholische Kirche St. Stefan KGS-Nr.: 13606                         | B    | G   | Alleestrasse 17a 739793 / 267993            |                                       |
| ja   | Datei hochladen · Wikidata zu Katholische Kapelle St. Jakobus (Q29882403)                        | Katholische Kapelle St. Jakobus KGS-Nr.: 13607                       | B    | G   | Biessenhofen, Kapelleweg 1a 737133 / 267793 |                                       |
| ja   | Datei hochladen · Wikidata zu Schulmuseum Mühlebach (Q29882413)                                  | Schulmuseum Mühlebach KGS-Nr.: 16138                                 | B    | S   | Weinfelderstrasse 127 738144 / 267576       |                                       |